# AHS Kryl
Kryl – polska prototypowa lekka, samobieżna armatohaubica kalibru 155 mm na podwoziu kołowym. Opracowywana, wraz z systemem dowodzenia i kierowania ogniem, przez Hutę Stalowa Wola na podstawie doświadczeń oraz z wykorzystaniem elementów systemu Krab.

## Historia
HSW rozpoczęła pracę nad Krylem w 2011 roku. Początkowo zadanie obejmowało opracowanie dokumentacji technicznej oraz wykonanie partii próbnej armatohaubic. Wśród założeń była aeromobilność systemu, co wymusiło zastosowanie podwozia o ograniczonej masie i wysokości. Jako nośnik uzbrojenia wybrano specjalnie opracowane podwozie firmy Jelcz. Jako że HSW nie posiadała doświadczenia w budowie takiego uzbrojenia oraz nie miała możliwości produkcji luf, podjęto decyzję o współpracy z zewnętrznym dostawcą. Rozważano opcję współpracy pomiędzy francuskim Nexterem oraz izraelskim Elbitem. W wyniku rozmów podjęta została decyzja o wyborze tego ostatniego.
W międzyczasie, w drugiej połowie 2013, konsorcjum w składzie HSW, WB Electronics, Wojskowa Akademia Techniczna oraz Wojskowe Zakłady Łączności Nr 2 otrzymało dofinansowanie z NCBiR na rozwój projektu Zautomatyzowany system dowodzenia i kierowania ogniem dywizjonowego modułu ogniowego 155-mm lekkich armatohaubic kryptonim Kryl. Projekt ten powinien zostać zakończony w roku 2017.
Prototyp systemu z działem ATMOS-2000 na podwoziu kołowym został opracowany do czerwca 2014. 17 lipca 2014 roku Jelcz oficjalnie zaprezentował nowe podwozie  Jelcz 663.32 o napędzie 6×6 będące nośnikiem dla systemu artyleryjskiego Kryl. Pojazd zaprezentowano we wrześniu 2014 roku na salonie MSPO w Kielcach. W marcu 2017 roku prowadzono próby strzelania z maksymalnym ładunkiem miotającym (na Słowacji). W 2019 r. planowane było zakończenie fazy rozwojowej, a możliwy początek produkcji seryjnej w razie zamówień to 2021 rok.

## Opis
Kryl jest działem samobieżnym kalibru 155 mm z lufą długości 52 kalibrów i donośności rzędu 40 km. Armata wraz z niezbędnym osprzętem oraz zapasem amunicji umieszczona jest na podwoziu samochodu ciężarowego wysokiej mobilności. Konstrukcja pojazdu zgodnie z wymaganiami MON musi umożliwiać transport na pokładzie samolotów C-130 Hercules.
Ze względu na sposób montażu działa w tylnej części pojazdu, mając na uwadze prawidłowe rozmieszczenie masy zespołu, Jelcz zdecydował się na budowę nowego typu trójosiowego podwozia, oznaczonego jako 663.32. Jest to pojazd z przedziałem silnikowym znajdującym się przed kabiną załogi jako przeciwwaga dla części ładunkowej. Nośnik posiada nową, opancerzoną kabinę o podwyższonej odporności na wybuchy min, która mieści całą załogę działa. Poszycie kabiny wykonane jest z blachy pancernej o grubości 5,5 mm.
Pojazd napędzany jest silnikiem marki MTU 6R106TD21, takim samym jak model 442.32. Jest to 6-cylindrowa jednostka wysokoprężna o pojemności 7,2l, mocy maksymalnej 240 kW (326 KM) przy 2200 obr./min. Maksymalny moment obrotowy wynosi 1300 Nm i osiągany jest w zakresie 1200 – 1600 obr./min. Silnik sprzężony jest z 9-biegową przekładnią mechaniczną.
Dostawcą luf oraz części osprzętu był izraelski Elbit. HSW zadeklarowała, że w seryjnych egzemplarzach, stopniowo będą wprowadzone elementy produkowane w kraju.
Wraz z pracami nad prototypem armatohaubicy Kryl równolegle prowadzone były prace nad systemem dowodzenia oraz systemem kierowania ogniem modułu dywizjonowego dział 155 mm. Docelowe rozwiązanie będzie umożliwiało również dowodzenie w jednostkach artylerii rakietowej WR-40 Langusta oraz wyrzutni dalekiego zasięgu systemu Homar.